# Gregurovec (Krapinske Toplice)
Gregurovec es una localidad de Croacia en el municipio de Krapinske Toplice, condado de Krapina-Zagorje.

## Geografía
Se encuentra a una altitud de 160 m s. n. m. a 46,3 km de la capital nacional, Zagreb.

## Demografía
En el censo 2011, el total de población de la localidad fue de 132 habitantes.